# Pseudocyclosorus emeiensis
Pseudocyclosorus emeiensis är en kärrbräkenväxtart som beskrevs av Ren-Chang Ching och Y. X. Lin. Pseudocyclosorus emeiensis ingår i släktet Pseudocyclosorus och familjen Thelypteridaceae. Inga underarter finns listade.